# مقياس تدهور النسيج
إن مقياس تدهور النسيج (Bettsometer) هو جهاز اختبار تآكل النسيج يستخدم بشكل عام من أجل قياس أو اختبار سلامة الأغطية المصنوعة من القماش (وما يرتبط بها من غرز الخياطة) الموجودة على الطائرة وأجنحتها واختبارها.
يتكون مقياس تدهور النسيج من أداة شبيهة بقلم (والتي تعمل بشكل يشبه الميزان الزنبركي) وإبرة أو دبوس دائري أملس. يتم إدخال الإبرة في القماش ثم يتم سحب الأداة لبذل قوة معينة على القماش لإجراء الاختبار. يُجرى فحص بصري للتأكد من عدم وجود أي شقوق أو تمزقات على نقطة إدخال الإبرة.
يعد اختبار مقياس تدهور النسيج أحد الأمور التي تكون غالبًا مطلوبة لتجديد 'الرخصة' السنوية ويُجرى عادة عن طريق مفتش على طائرات والذي سيكون على دراية بمتطلبات الاختبار (على سبيل المثال، مناطق الشراع والخياطة المطلوب اختبارها القوة التي يجب بذلها).